# R-8 (Montenegro)
De R-8 of Regionalni Put 8 is een regionale weg in Montenegro. De weg loopt van Rožaje naar de grens met Kosovo bij Kula en is 18 kilometer lang. In Kosovo loopt de weg verder als R-106 naar Pejë.